# Thug Walkin’
Thug Walkin’ – debiutancki album amerykańskiej grupy Ying Yang Twins. Został wydany 25 kwietnia 2002 roku.

## Lista utworów
1. "Ying Yang in This Thang"
2. "Ballin' G’s"
3. "Whistle While You Twurk" (Collipark Mix)
4. "Bring Yo Azz Outdoz"
5. "Ying Yang vs. Lil Jon & the East Side Boyz"
6. "Thug Walkin’"
7. "The Warm Up"
8. "Dispose of Brawdz"
9. "A!"
10. The Dope Game"
11. "Whistle While You Twurk" (E.A. Remix)
12. "Back Up! (Move Away)"
13. "Shake That Azz Girl"